# الطوبجي
حي السلام (الطوبجي) أحد احياء بغداد يقع في الجزء الغربي منها جانب الكرخ تحد بها منطقة الحرية من جهة والعطيفية من جهة والإسكان من جهة أخرى تنحصر بين شارعين الأول شارع 14 رمضان والاخر شارع الربيع
في السابق كانت عبارة عن بساتين وتعود تسميتها نسبة إلى الطوب -أي المدفع باللغة العثمانية- في أواخر أيام حكم الملكية بنيت على شكل منازل واكمل بنائها الزعيم قاسم
فيها ثلاثة جوامع، جامع الحاج زيدان وجامع السهيل وجامع عبد الله عثمان الكويتي، وكذلك حسينة السلام المعروفة امام العيادة الصحية
توجد دائرة للكهرباء كما تضم منطقة الطوبجي سجن للاحداث ومعهد لتعليم المكفوفين وتاهيلهم.
خرجت الطوبجي العديد من وجوه المجتمع العراقي امثال اللاعب عبد الوهاب أبو الهيل والفنانين جاسم شرف وسامي محمود واحسان دعدوش وهاشم سلمان والمدرب القدير اسعد لازم والمعلق الرياضي رعد ناهي
تتضمن الطوبجي العديد من المدارس
- مدرسة المتنبي الابتدائية
- مدرسة السلام الابتدائية
- مدرسة جعفر الطيار الابتدائية
- مدرسة لاشراق الابتدائية
- متوسطة الوفاء للبنات
- إعدادية المعتصم للبنات
- مدرسة الصديق الابتدائية
- مدرسة المكارم الابتدائية
- مدرسة الظفر الابتدائية
- متوسطة الجماهير للبنين
- اعدادية التأميم للبنين